# Јелаче
Јелаче је насељено место у Босни и Херцеговини у општини Горњи Вакуф-Ускопље. Административно припада Федерацији Босне и Херцеговине, односно њеном Средњобосанском кантону. Према попису становништва из 2013. у насељу није било становника, а већинско становништво у насељу у предратном периоду били су Хрватски.

## Становништво
По последњем службеном попису становништва из 2013. године у насељу Јелаче није било становника, а село је раније било етнички хомогено са већинском хрватском популацијом.
| Националност | 2013. | 1991.      | 1981.       | 1971.       |
| Бошњаци      | —     | 0          | 0           | 0           |
| Хрвати       | —     | 9 (100,0%) | 35 (97,22%) | 60 (100,0%) |
| Срби         | —     | 0          | 0           | 0           |
| остали       | —     | 0          | 1 (2,77%)   | 0           |
| Укупно       | 0     | 9          | 36          | 60          |